# فردوس فرودستان
فردوس فرودستان (زاده ۲۹ سپتامبر ۱۹۶۰ میلادی در فرایبورگ) نویسنده ، خبرنگار آزاد ایرانی‌- آلمانی است وی سخنگوی یواخیم گاوک، رئیس جمهور آلمان بود. به‌گزارش دفتر ریاست جمهوری آلمان، خانم فرودستان از اول سپتامبر سال ۲۰۱۲ کار خود را در پست جدید آغاز کرد.

## زندگی
فردوس فرودستان در سال ۱۹۶۰ در فرایبورگ آلمان متولد شد. مادر او آلمانی و پدرش ایرانی است. وی تحصیلات ابتدایی و متوسطه خود را در سوئیس، ایران و آلمان به پایان رساند. همسر فرودستان میشائیل وسپر از بنیان‌گذاران حزب سبزهای آلمان، وزیر مسکن و قائم مقام نخست‌وزیر اسبق ایالت مرکزی نوردراین وستفالن است.
سخنگوی ایرانی‌تبار رئیس‌جمهور آلمان در سال‌های گذشته به عنوان مجری با رادیو آلمان و شبکه تلویزیونی غرب آلمان همکاری داشته و دارای ستون ثابت در روزنامه معتبر فرانکفورتر روندشاو بوده است. او پیش از آن نیز سال‌ها به‌عنوان گزارشگر برای روزنامه‌های تاگس‌تسایتونگ و فرانکفورتر روندشاو کار کرده است.
فرودستان که دانش‌آموخته رشته‌های علوم سیاسی و حقوق است، تاکنون چند کتاب در زمینه مهاجرت و هم‌گرایی با جامعه میزبان (انتگراسیون) به رشته تحریر در آورده و در رشته خبرنگاری شاگردانی از خانواده‌های مهاجران آلمانی را آموزش داده است.
او تاکنون دو جایزه "تئودور ولف" و "زیبن‌فایفر" را در آلمان دریافت کرده است. جایزه تئودور ولف را انجمن وکلای آلمان به شخصیت‌هائی می دهد که در حوزه رسانه‌ها خدمات مهمی کرده باشند. جایزه "زیبن‌فایفر" نیز هر دو سال یکبار به خبرنگاری تعلق می‌گیرد که در جهت مطبوعات آزاد و رسانه‌های غیروابسته فعال بوده باشد.

## کتابشناسی
- خانه دوگانه – زندگی دوفرهنگی در آلمان[۶]
- "تسلیم شدن راه من نیست" - جهان های آموزشی در جامعه مهاجرت
- مانیفست بسیاری - آلمان در حال اختراع مجدد خود است